# 潘美月
潘美月（1939年—），臺灣文獻學學者，歷任臺灣大學中文系所及圖資系所講師、副教授、教授，佛光大學教資所及文學系教授、文學系系主任。

## 生平
潘美月，臺北萬華人，臺灣大學中文研究所碩士，師從屈萬里教授及王叔岷、鄭騫、蔣復璁、孔德成、昌彼得、葉嘉瑩諸先生。歷任臺灣大學中文系所及圖資系所講師、副教授、教授，佛光大學教資所及文學系教授、文學系系主任。嘗獲邀擔任捷克查理大學、泰國朱拉隆功大學訪問教授，亦曾在淡江大學中文系和教資系、師大社教系、東海大學中研所、中央大學中研所、華梵大學中文系、佛光大學教資所兼任講授「目錄學」、「版本學」、「中國印刷史」、「古籍版本鑒別研究」、「中國圖書發展史」及「古典文獻學專題研究」等課程。
著作有《三朝本考》、《宋代藏書家考》（再版名《宋代私家藏書史》）、《圖書》、《龍坡書齋雜著》、《中國目錄學》（與昌彼得合著）、《圖書版本學要略》（與屈萬里、昌彼得合著）、《中國大陸古籍存藏概況》（與沈津合著）、《東亞文獻研究資源論集》（與鄭吉雄合著）、《國立臺灣大學圖書館館藏和刻本漢籍書目初稿》和《臺灣地區和刻本聯合目錄》等，與鄭吉雄教授主編「文獻與詮釋研究論叢」，與杜潔祥教授主編「古典文獻輯刊」，並主持國科會計畫，發表研討會及學術期刊論文、指導碩博士論文多篇。